# Jeff Powers
Jeffrey „Jeff“ Brian Powers (* 21. Januar 1980 in Chattanooga, Tennessee) ist ein ehemaliger Wasserballspieler aus den Vereinigten Staaten. Er gewann 2008 die olympische Silbermedaille. Dreimal siegte er mit dem Team der Vereinigten Staaten bei den Panamerikanischen Spielen.

## Sportliche Karriere
Jeff Powers besuchte die High School in San Luis Obispo und studierte bis 2003 an der University of California, Irvine. Danach spielte der 2,01 Meter große Powers für den New York Athletic Club. Als Profi war er in Griechenland, Italien und Ungarn aktiv.
Von 2001 bis 2012 gehörte er zur Nationalmannschaft der Vereinigten Staaten. Bei den Weltmeisterschaften 2001 erreichte die US-Mannschaft den siebten Platz, wobei Powers im Spiel um den siebten Platz ein Tor warf.  Zwei Jahre später belegte die Mannschaft den sechsten Platz bei den Weltmeisterschaften 2003, im Spiel um den fünften Platz erzielte Powers ein Tor. Im gleichen Jahr siegte das US-Team bei den Panamerikanischen Spielen 2003 im Finale gegen die brasilianische Mannschaft. Bei den Olympischen Spielen in Athen 2004 warf Powers im Turnierverlauf vier Tore, die Mannschaft erreichte den siebten Platz.
Es folgten ein elfter Platz bei den Weltmeisterschaften 2005 und ein neunter Platz bei den Weltmeisterschaften 2007. 2007 besiegte das US-Team im Finale der Panamerikanischen Spiele wie vier Jahre zuvor die brasilianische Mannschaft. Beim olympischen Wasserballturnier 2008 in Peking gewann die Mannschaft aus den Vereinigten Staaten ihre Vorrundengruppe vor den Kroaten und den Serben. Im Halbfinale traf das Team wieder auf die Serben und siegte mit 10:5, wobei Powers ein Tor erzielte. Das Finale gewannen die Ungarn mit 14:10, die Mannschaft aus den Vereinigten Staaten erhielt die Silbermedaille. Powers warf im gesamten Turnierverlauf sechs Tore.
2009 bei den Weltmeisterschaften in Rom belegte die Mannschaft aus den Vereinigten Staaten in ihrer Vorrundengruppe den ersten Platz und bezwang im Viertelfinale die deutsche Mannschaft. Nach einer Halbfinalniederlage gegen Spanien verloren die Amerikaner im Spiel um Bronze gegen die Kroaten. Powers warf im Turnierverlauf fünf Tore. 2011 belegte die US-Mannschaft den sechsten Platz bei den Weltmeisterschaften in Shanghai. Bei den Panamerikanischen Spielen 2011 besiegte das US-Team im Finale die Kanadier. Beim olympischen Wasserballturnier in London erzielte Powers fünf Tore. Die Mannschaft erreichte den achten Platz.